# Reformizm
Reformizm (łac. reformare „przekształcać”) – nurt opowiadający się za reformą istniejącego systemu lub instytucji – często politycznej lub religijnej – w przeciwieństwie do jej zniesienia i zastąpienia poprzez rewolucję.
W ruchu socjalistycznym reformizm jest poglądem, że stopniowe zmiany poprzez istniejące instytucje mogą ostatecznie doprowadzić do fundamentalnych zmian w politycznych i ekonomicznych systemach społeczeństwa. Reformizm jako tendencja polityczna i hipoteza zmiany społecznej wywodzi się z opozycji wobec socjalizmu rewolucyjnego, który twierdzi, że rewolucyjne przewroty są koniecznym warunkiem wstępnym dla strukturalnych zmian niezbędnych do przekształcenia kapitalistycznego systemu w jakościowo odmienny system socjalistyczny. W odpowiedzi na pejoratywne pojmowanie reformizmu jako nietransformacyjnego, filozof André Gorz w 1987 roku stworzył koncepcję reformy niererformistycznej, która kładzie nacisk na potrzeby ludzkie nad potrzebami kapitalistycznymi.
Jako doktryna polityczna, reformizm centrolewicowy różni się [potrzebne źródło] od reformizmu centroprawicowego lub pragmatycznego, który dąży raczej do ochrony i utrwalenia status quo poprzez zapobieganie jego fundamentalnym zmianom strukturalnym. Lewicowy reformizm zakłada, że kumulacja reform może ostatecznie doprowadzić do powstania zupełnie innych systemów ekonomicznych i politycznych niż obecny kapitalizm i biurokracja.
Reformizm religijny w różny sposób wpłynął (na przykład) na judaizm, chrześcijaństwo i islam od czasów niepamiętnych, czasami powodując herezje, schizmy sekciarskie i całkowicie nowe wyznania.socjalistyczna koncepcja ewolucyjnej, stopniowej przebudowy kapitalizmu w socjalizm, odrzucająca drogę rewolucyjnego znoszenia stosunków kapitalistycznych.
Reformizm narodził się na przełomie XIX i XX wieku w niemieckiej socjaldemokracji. Założenia i cele ideologiczne i polityczne reformizmu streszczają się w dewizie Eduarda Bernsteina, głównego ideologa reformizmu: „Cel jest niczym, ruch wszystkim”. Filozoficznym fundamentem reformizmu jest pozytywistyczny ewolucjonizm przyrodniczy, zapoznający jakościowe różnice między przyrodą a społeczeństwem.